# Theline
Theline – kolonia Massalii w Galii.